# Aprostocetus aeneon
Aprostocetus aeneon är en stekelart som beskrevs av Boucek 1988. Aprostocetus aeneon ingår i släktet Aprostocetus och familjen finglanssteklar. Inga underarter finns listade i Catalogue of Life.